# 阿斯特拉罕韃靼人
阿斯特拉罕韃靼人，是俄羅斯韃靼人的一個分支。
在15至17世紀的阿斯特拉罕韃靼人居住在阿斯特拉罕汗國，他們與諾蓋人一起生活受他們影嚮很大，在十八世纪開始與伏尔加鞑靼人互相混合。

## 人口
阿斯特拉罕韃靼人大多居住阿斯特拉罕州，是阿斯特拉罕汗國的游牧韃靼人後裔，人口約80,000。阿斯特拉罕韃靼人大多只稱自己是韃靼人，很少宣稱自己是阿斯特拉罕韃靼人，他們與其他韃靼人的差異正逐漸消失。
阿斯特拉罕韃靼人可再分為Kundrov,Yurt和Karagash三個分支。